# WWE SmackDown
WWE SmackDown! (ook gestileerd als WWE Friday Night SmackDown) is een wekelijkse worstelshow die sinds 1999 door de WWE wordt geproduceerd en traditioneel wekelijks op donderdag- en/of tot voor kort op dinsdagavond werd uitgezonden. Sinds de overstap naar Fox, eind 2019, is de naam weer veranderd naar SmackDown!. De show wordt nu weer iedere vrijdagavond live uitgezonden.
Het ontleent zijn naam aan de vaak gebruikte term Smackdown!. The Rock maakte deze term populair met zijn beroemde slagzin The Rock has layeth the smacketh down (sic). De show wordt vaak door worstelfans gezien als het kleinere broertje van zijn oudere tegenhanger Raw, de rechtstreeks uitgezonden show op maandagavond. Sinds de Brand Extension van 2002 is de show gegroeid in kijkcijfers en erkenning en wordt het op het scherm behandeld als eerlijke competitie voor Raw. Tussen 2003 en 2004 ging het weer slechter met de show en Raw verdreef SmackDown! naar het achterplan, maar sinds de WWE Draft (loting) in 2005, en de verhuizing van donderdag naar vrijdagavond, heeft SmackDown! stappen vooruit gezet. Desondanks beschouwen velen het nog steeds als een mindere versie van Raw. Zo haalden tijdens WrestleMania 22, in 2006, slechts vier SmackDown!-wedstrijden het scherm, tegenover zes Raw-wedstrijden.
In België wordt Smackdown! op zaterdagavond uitgezonden op de Waalse commerciële zender AB3 en op woensdagavond op de Vlaamse commerciële zender ZES, in Canada op The Score, in India op Ten Sports, in het Verenigd Koninkrijk, Ierland en een groot deel van Europa op Sky Sports, in Duitsland op DSF, in Portugal op SIC Radical, in Chili op Chilevisión, in Australië on FOX8, in Nieuw-Zeeland op Sky 1 en in de Filipijnen op JACK. In Nederland waren verkorte afleveringen van de show sinds 23 april 2021 tot april 2022 uitgezonden op vrijdagavond op Veronica en vanaf 10 januari 2025 wekelijks live te zien op Netflix. Fragmenten en de volledige afleveringen waren vanaf april 2022 tot 3 januari 2025 te bekijken op de videostreamingdienst YouTube. 
Voor juli 2016 werd de show echter vooraf ingeblikt en op een latere dag uitgezonden, doorgaans op donderdag of vrijdag. Van 2016 tot en met 2019 heette de show daarom SmackDown Live!.

## Show geschiedenis

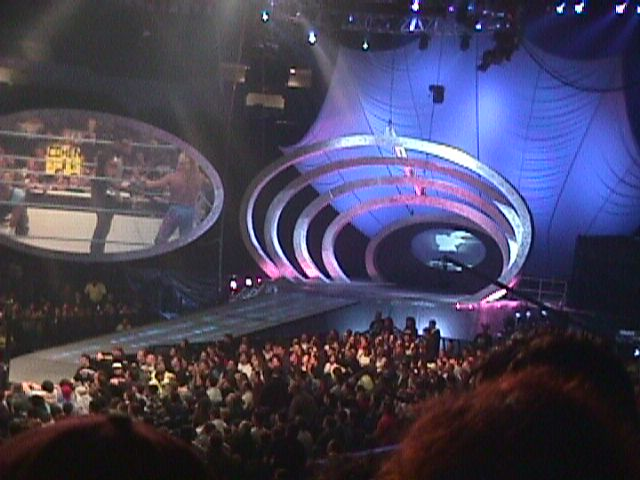
WWF SmackDown! in 1999

WWF SmackDown! (zoals het oorspronkelijk bekendstond) is ontstaan als competitie voor de donderdag-avond show van WCW WCW Thunder. In de geest van de Attitude Era van de WWF, zou de show oorspronkelijk bestaan uit twee uur van vrouwen worstelen op primetime televisie. Dit idee is nooit uitgevoerd en in plaats daarvan werd SmackDown! een aanvullende show voor RAW is WAR.
SmackDown! werd voor het eerst uitgezonden op 29 april 1999 en gebruikte daar het decor van Raw is War voor als een eenmalige televisie special. Op 26 augustus 1999 debuteerde SmackDown! officieel op UPN. Net als WCW Thunder wordt SmackDown! op dinsdag opgenomen en uitgezonden op donderdag. De nieuwe WWF show was zo populair dat WCW Thunder verhuisde naar woensdag in de hoop dat ze fans behielden in plaats van ze te verliezen aan de WWF. SmackDown maakte net als Thunder gebruik van de kleur blauw wat ze de bijnaam "De blauwe show" opleverde onder worstel fans.
De oorspronkelijke SmackDown! muziek werd niet uitgevoerd door een band zoals de muziek van Raw is War; in plaats daarvan creëerde de WWF een snel nummer dat een mix van techno en rock was. De eerste SmackDown! set was ook uniek, omdat het gebruik maakte van een ovaal-vormig scherm (wat de "OvalTron" genoemd werd), entree en stage wat het anders maakte dan de RAW set en zijn gebruikelijke rechthoekige schermen. Een toegevoegd effect aan de originele set was de mogelijkheid dat het scherm van links naar rechts van het podium gedraaid kon worden. Tijdens het vroege bestaan van de show noemde de top set van de WWF The Rock SmackDown! soms "zijn" show, als referentie aan het feit dat de naam ontstaan was uit een van zijn vaak gebruikte zinnen "Laying the smack down." In augustus 2001 als deel van het vieren van de tweede verjaardag van SmackDown! ontving de show zijn huidige logo en set. SmackDown! kreeg ook een nieuwe theme song, The Beautiful People, uitgevoerd door Marilyn Manson en dit nummer bleef in gebruik tot het midden van 2003. De laatste SmackDown! waarbij deze televisie set gebruikt werd was met Alliance lid Rhyno die zijn move the Gore uitvoerde op WWF lid Chris Jericho door de OvalTron en vernietigde zo een deel van de set.
De aflevering op 11 september 2001 werd geschrapt door de aanvallen op die dag. Op 13 september 2001 werd SmackDown! rechtstreeks uitgezonden vanuit Houston, Texas (waarbij Jim Ross en Paul Heyman invielen als de presentatoren omdat Michael Cole en Tazz afwezig waren) als het eerste grote uitgezonden evenement sinds de aanvallen waarbij duizenden aanwezig waren. De ring touwen, die meestal blauw zijn voor SmackDown! shows waren nu rood, wit en blauw voor een avond; deze kleuren werden vaak gebruik in de jaren 80 en 90. Ze bleven tot twee weken erna zo, met een Amerikaanse vlag toegevoegd aan het beeldscherm.

### Verdeling in twee shows

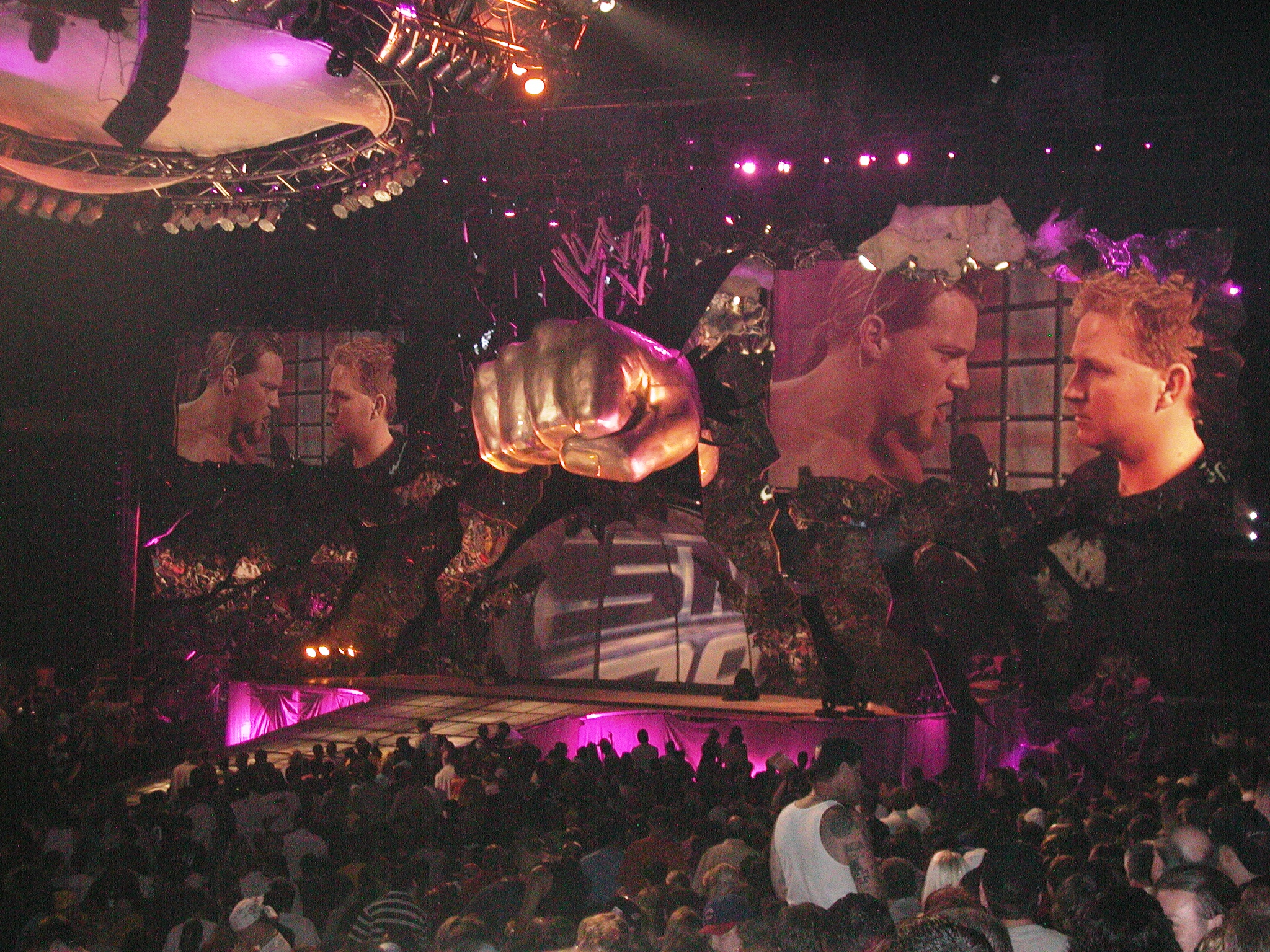
SmackDown! in 2002

De WWF onderging iets wat bekendstaat als de "Brand Extension". Dit betekent dat de twee WWF televisie shows (RAW en SmackDown!) competitie voor elkaar zouden worden. Dit kwam tot stand nadat de WWF zijn grootste tegenstander WCW kocht en ze besloten om talenten van het opgeheven ECW binnen te halen. De verdeling werd publiekelijk aangekondigd tijdens een uitzending van WWF Raw op 25 maart 2002 en werd de dag erna officieel gemaakt.
De Brand Extension zou de WWF veranderen als niets ooit tevoren. Worstelaars werden exclusief verbonden aan een show en worstelden alleen voor die specifieke show. Op dat moment waren de Undisputed WWE Champion en de WWE Women's Champion daar de uitzondering op omdat de titels verdedigd konden worden op beide shows. Sinds 2002 toen Brock Lesnar zich als kampioen exclusief verbond aan SmackDown! en weigerde de titel te verdedigen op RAW, waardoor de titel exclusief verbonden werd aan SmackDown!. Dit dwong General Manager van Raw Eric Bischoff ertoe om het World Heavyweight Championship te scheiden van het WWE Championship, omdat een exclusief aan SmackDown! verbonden kampioen niet langer gezien werd als "undisputed".
De SmackDown! show heeft een zuster show, Velocity, wat bestaat uit minder belangrijke matches en herhalingen van SmackDown! van die week. Op 10 maart 2005 maakte Viacom bekend dat ze het contract om deze show uit te zenden niet zouden verlengen toen het verliep in 2005. Hieronder viel Velocity, wat voorheen uitgezonden werd op Spike TV, maar was omgewerkt tot een webuitzending via de WWE website. Hierdoor is mogelijkerwijs ook SmackDown! verplaatst naar vrijdagavond, maar het heeft positief gewerkt, want nu krijgen zowel SmackDown! als UPN hogere kijkcijfers.
Op 6 juni 2005 verruilde WWE kampioen John Cena SmackDown! voor Raw als deel van een maand-lange loterij. Hierdoor kwam SmackDown! zonder wereld-titel te zitten. Tijdens deze periode werd United States Champion Orlando Jordan tot de top kampioen van de show gepromoveerd. Op 23 juni 2005 tijdens SmackDown! maakte General Manager Theodore Long een zes-man eliminatie match bekend tussen John "Bradshaw" Layfield, Booker T, Chris Benoit, The Undertaker, Christian (als vervanging voor The Big Show, die ook door Raw was gekozen in de loterij) en Muhammad Hassan om zo de eerste SmackDown! kampioen te kronen. Op 30 juni tijdens SmackDown! won JBL de match. Long verscheen daarna en maakte bekend dat hoewel JBL de match had gewonnen, SmackDown! geen kampioenschap meer nodig had. Batista, de World Heavyweight Champion, kwam de ring binnen als de laatste keuze van SmackDown! in de loterij. Long maakte ook bekend dat JBL de nummer een mededinger voor het World Heavyweight Championship zou worden.

### Friday Night SmackDown!

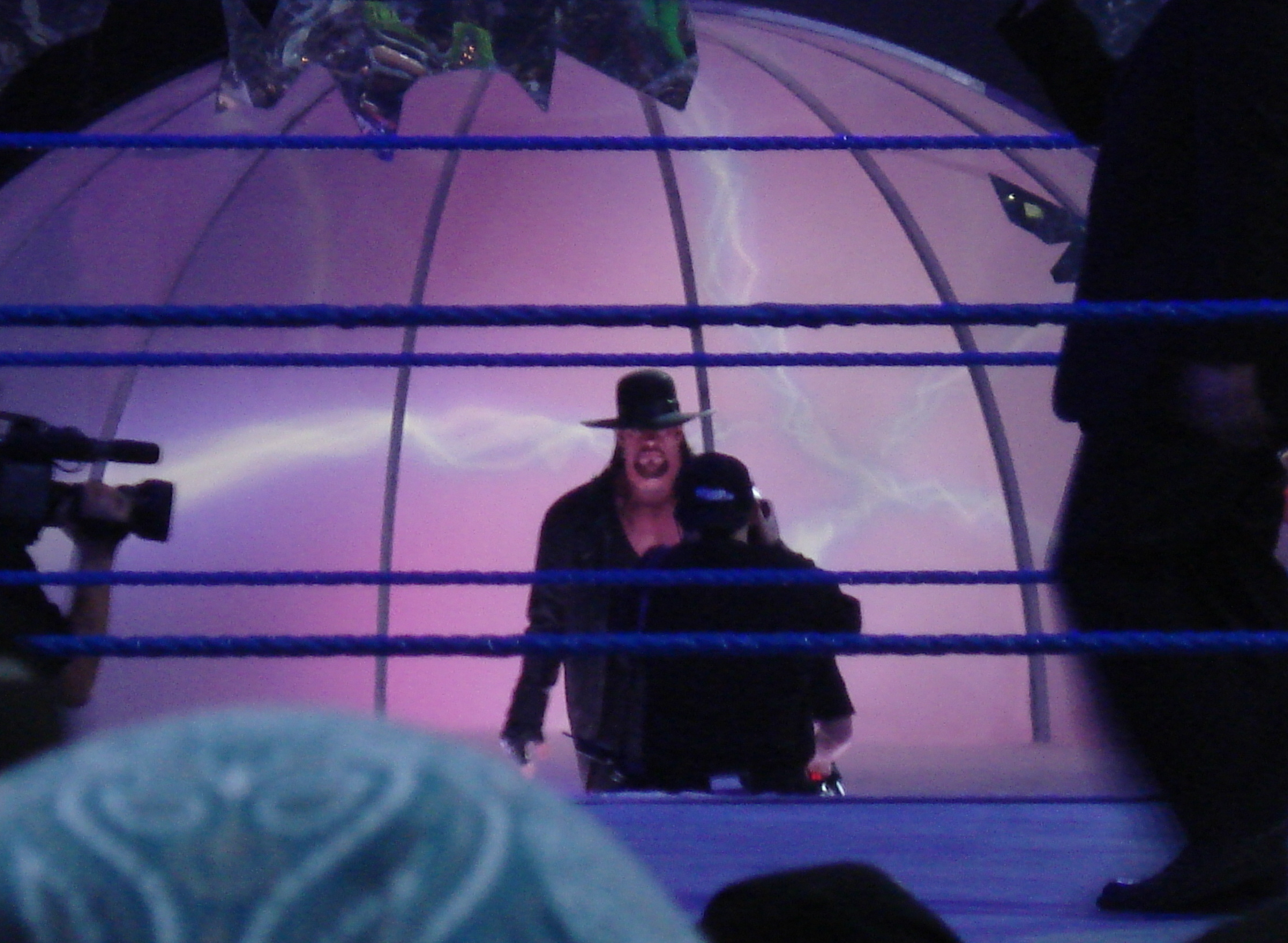
The Undertaker wordt gezien als The biggest Superstar of Smackdown.

Na de beëindiging van Star Trek: Enterprise werd SmackDown! hernoemd tot Friday Night SmackDown! en verplaatst naar het voormalige tijdslot van Enterprise in de Verenigde Staten. De WWE promootte deze verhuizing met als spreuk "TV that's changing Friday nights." Friday Night SmackDown! maakte zijn debuut op 9 september 2005. Het programma wordt nog steeds uitgezonden op donderdag in Canada op The Score. In het Verenigd Koninkrijk en Australië zenden hun respectievelijke stations Sky Sports en FOX8 SmackDown! uit op vrijdagavond voor de Verenigde Staten vanwege het tijdsverschil en op zaterdag in Hawaï. Dit is de eerste keer dat een grote wekelijkse WWE show uitgezonden wordt in het buitenland voor de uitzending in de VS.
De gebeurtenissen rond de orkaan Katrina stoorden de eerste aflevering van Friday Night SmackDown! in de Verenigde Staten. Vanwege een benefiet concert om degenen die benadeeld waren te helpen door UPN op het moment dat de eerste show zou worden uitgezonden werd alleen het tweede uur van de show uitgezonden op UPN. Het eerste uur werd in plaats daarvan bereikbaar via de website van de WWE. Andere landen waaronder Canada, Verenigd Koninkrijk, Australië en de Filipijnen ontvingen wel de volledige show van twee uur.
Op 15 oktober 2005 werd bekendgemaakt dat er een nieuwe Junior Divisie gevormd zou worden exclusief voor SmackDown!. De Junior divisie bestond uit worstelaars die kleiner waren dan 1.52 m. De Junior divisie werd vooral gebruikt voor komische matches. Er zijn sinds 11 november 2005 geen matches meer uitgezonden wat ertoe leidde dat velen dachten dat de WWE de divisie liet vallen. De Juniors werden sindsdien nog af en toe gezien, maar ze werden ontslagen op 9 maart 2006.
De SmackDown! show kreeg een grote overwinning tijdens Survivor Series 2005 nadat hun 5 man tag team bestaande uit
Rey Mysterio, Bobby Lashley, Batista, Randy Orton en JBL team Raw versloeg bestaande uit Kane, Big Show, Shawn Michaels, Carlito en Chris Masters. Ook SmackDown! General Manager Theodore Long versloeg Raw General Manager Eric Bischoff met de hulp van Boogeyman.
Tijdens de SmackDown! opname van 10 januari 2006 moest Batista zijn World Heavyweight Title opgeven vanwege een triceps blessure. Theodore Long boekte een Battle Royal voor de beschikbare titel. De winnaar was voormalige Raw en nu TNA superster Kurt Angle.
Op 7 april 2006 tijdens SmackDown! maakte General Manager Theodore Long bekend dat het King of the Ring toernooi zou terugkeren na een afwezigheid van vier jaar als een SmackDown!-exclusief toernooi. Het toernooi eindigde tijdens Judgment Day met Booker T als de winnaar door Bobby Lashley te verslaan in de finale.
Op 9 juni verliet Tazz SmackDown! om het nieuwe ECW deel te versterken en liet zo de color commentator positie op SmackDown! beschikbaar. Tijdens ECW One Night Stand maakte JBL bekend dat hij deze positie zou gaan vervullen terwijl hij herstelt van zijn blessure.

### Kijkcijfers
In oktober 2019 had de "Blue brand" haar slechtse kijkcijfers sinds de start van de show in 1999. Dynamite van All Elite Wrestling versloeg de Fox show van WWE.

## Persoonlijkheden

### Autoriteitsfiguren
| Autoriteit        | Positie                             | Datums                           | Aantekeningen |
| ----------------- | ----------------------------------- | -------------------------------- | --- |
| Vince McMahon     | Eigenaar, voorzitter en CEO van WWE | 6 november 2001 - heden          | McMahon wees nieuwe "General Managers" van Raw en SmackDown aan nadat Ric Flair zijn positie verloor; Stacy Keibler was tijdelijk "Personal Assistant" van McMahon. |
| Stephanie McMahon | General Manager                     | 18 juli 2002 - 19 oktober 2003   | Verloor haar positie door een "I Quit" match tegen Mr. McMahon. |
| Paul Heyman       | General Manager                     | 23 oktober 2003 - 22 maart 2004  | Ontslag genomen na de Draft-loterij. |
| Kurt Angle        | General Manager                     | 25 maart 2004 - 22 juli 2004     | Keerde terug naar de actieve rooster wanneer hij niet meer te zien was in een rolstoel. |
| Theodore Long     | General Manager                     | 29 juli 2004 - 21 september 2007 | Verliet de positie vanwege zijn gezondheidsproblemen maar was wel van november 2007 tot mei 2008 tijdelijk "Assistant General Manager". |
| Vickie Guerrero   | General Manager                     | 28 september 2007 - 6 april 2009 | Was van mei tot september 2007 "Assistant General Manager". Later legde ze zich volledig toe op de positie van Raw en nam ontslag. |
| Theodore Long     | General Manager                     | 7 april 2009 - 1 april 2012      | Long was opnieuw aangenomen nadat hij de ECW verliet. Verloor de positie aan John Laurinaitis als resultaat van het "Team Johnny vs. Team Teddy match" op WrestleMania XXVIII. |
| Triple H          | Chief Operating Officer             | 18 juli - heden                  | |
| John Laurinaitis  | General Manager                     | 7 april 2011 - 17 juni 2012      | Won de positie nadat hij de "Team Johhny vs. Team Teddy" won op WrestleMania XXVIII. Op No Way Out ontslagen door WWE-voorzitter Vince McMahon nadat Laurinaitis zijn contractovereenkomst verloor en dat werkt veroorzaakt door John Cena die Big Show versloeg in een Steel Cage match. |
| Booker T          | General Manager                     | 3 augustus 2012 - 12 juli 2013   | Vince McMahon kondigde Booker T aan als de nieuwe General Manager van SmackDown. |
| Theodore Long     | Senior Advisor                      | 3 augustus 2012 - 12 juli 2013   | Was genoemd als Booker's adviseur nadat hij Long vroeg voor zijn probleem. |
| Vickie Guerrero   | General Manager                     | 17 juli 2013 - heden             | Mr. McMahon benoemde Guerrero als opvolger van Booker T. |

### Commentatoren
| Commentatoren                              | Datums                                                                                       |
| ------------------------------------------ | -------------------------------------------------------------------------------------------- |
| Michael Cole en Jim Cornette               | 29 april 1999 (pilot)                                                                        |
| Jim Ross en Jerry Lawler                   | 26 augustus 1999 (Netwerk première)                                                          |
| Michael Cole en Jerry Lawler               | 2 september 1999 - 22 februari 2001 22 november 2001 - 28 maart 2002 23 oktober 2009         |
| Michael Cole en Michael Hayes              | 23 september 1999                                                                            |
| Michael Cole en Tazz                       | 22 februari 2001 - 28 juni 2001 2 augustus 2001 - 18 oktober 2001 4 april 2002 - 9 juni 2006 |
| Michael Cole en Jim Ross                   | 5 juli 2001 - 2 augustus 2001                                                                |
| Jim Ross en Paul Heyman                    | 13 september 2001 (Live 9/11 Tribute Show)                                                   |
| Michael Cole en Paul Heyman                | 25 oktober 2001 - 15 november 2001                                                           |
| Michael Cole en Ernest Miller              | 28 november 2002                                                                             |
| Michael Cole en John "Bradshaw" Layfield   | 16 juni 2006 - 21 december 2007                                                              |
| Michael Cole en Jonathan Coachman          | 4 januari 2008 - 25 april 2008                                                               |
| Michael Cole en Mick Foley                 | 2 mei 2008 - 16 juni 2008                                                                    |
| Jim Ross en Mick Foley                     | 23 juni 2008 - 1 augustus 2008                                                               |
| Jim Ross en Tazz                           | 8 augustus 2008 - 3 april 2009                                                               |
| Jim Ross en Todd Grisham                   | 10 april 2009 - 9 oktober 2009                                                               |
| Todd Grisham en Michael Cole               | 16 oktober 2009                                                                              |
| Todd Grisham en Matt Striker               | 30 oktober 2009 – 24 september 2010                                                          |
| Todd Grisham, Michael Cole en Matt Striker | 1 oktober 2010 – 3 december 2010                                                             |
| Josh Mathews, Michael Cole en Matt Striker | 10 december 2010 - 28 januari 2011                                                           |
| Josh Mathews en Matt Striker               | 30 maart 2012                                                                                |
| Josh Mathews, Michael Cole en Booker T     | 4 februari 2011 – 27 juli 2012                                                               |
| Michael Cole en Booker T                   | 27 april 2012                                                                                |
| Michael Cole en gastcommentatoren          | 24 augustus 2012                                                                             |
| Josh Mathews en Michael Cole               | 29 november 2011 – 9 december 2011 6 januari 2012 3 augustus 2012 – 5 oktober 2012           |
| Josh Mathews en John "Bradshaw" Layfield   | 12 oktober 2012 - heden                                                                      |

### Ringaankondig(st)ers
| Naam           | Datums                                                                                              |
| -------------- | --------------------------------------------------------------------------------------------------- |
| Tony Chimel    | April 1999 - augustus 2007                                                                          |
| Justin Roberts | September 2007 - oktober 2009                                                                       |
| Tony Chimel    | Oktober 2009                                                                                        |
| Jamie Keyes    | Augustus 2010                                                                                       |
| Lilian Garcia  | December 2011 - augustus 2016                                                                       |
| Greg Hamilton  | Augustus 2016 - oktober 2021                                                                        |
| Mike Rome      | 6 november 2020 – 13 november 2020 26 juni 2021 29 oktober 2021 – 7 januari 2022 12 mei 2023– heden |
| Samantha Irvin | 14 januari 2022- 5 mei 2023                                                                         |

## Productie

### Speciale afleveringen
| Aflevering                                   | Datum             | Aantekeningen |
| -------------------------------------------- | ----------------- | --- |
| SmackDown!                                   | 29 april 1999     | Pilot aflevering. |
| SmackDown!                                   | 26 augustus 1999  | Debuut aflevering. |
| SmackDown! Extreme                           | 1 februari 2001   | Aflevering met extreme matchen. |
| 9/11 Tribute                                 | 13 september 2001 | Herdenking aangeslagen 9/11. |
| Christmas from Baghdad                       | 25 december 2003  | |
| SmackDown! 5th Anniversary Special           | 23 september 2004 | Het show stond in het teken van 5-jarig bestaan. |
| Christmas in Iraq                            | 23 december 2004  | |
| SmackDown! Night of Champions                | 30 december 2004  | Gekenmerkt door WWE kampioenschapswedstrijden. |
| Eddie Guerrero Tribute Show                  | 18 november 2005  | Herdenking Eddie Guerrero. |
| Best of SmackDown! 2005                      | 23 december 2005  | Jaaroverzicht van 2005. |
| Best of SmackDown! 2006                      | 29 december 2006  | Jaaroverzicht van 2006. |
| SmackDown! 400th episode                     | 20 april 2007     | Viering van 400ste aflevering. |
| WWE Best of 2007                             | 28 december 2007  | Jaaroverzicht van 2007. |
| SmackDown All-Star Kick-Off                  | 3 december 2008   | Gekenmerkt door kampioen tegen kampioen matchen en uitgezonden op MyNetworkTV. |
| SmackDown 500th episode                      | 20 maart 2009     | Viering van 500ste aflevering |
| Decade of SmackDown                          | 2 oktober 2009    | Viering van het 10-jarig bestaan van SmackDown. |
| Monday Night SmackDown                       | 19 april 2010     | Vanwege de vulkaanuitbarsting van de Eyjafjallajökull in IJsland, de werknemers van Raw (behalve Triple H en Vladimir Kozlov, die niet meereisden naar Europa) zaten vast wegens vliegverbod. Het liveprogramma van Raw ging niet door en werd door SmackDown programma vervangen dat normaal uitgezonden werd op woensdag. Will Forte, Kristen Wiig en Ryan Phillippe waren gastheren. |
| SmackDown All-Star Kick-Off                  | 1 oktober 2010    | Première op Syfy. |
| SmackDown! 600th episode                     | 18 februari 2011  | Viering van 600ste aflevering. |
| SuperSmackDown LIVE!                         | 30 augustus 2011  | Eerste editie van "SuperSmackDown LIVE" en het werd aangekondigd dat de worstelaars van Raw voortaan ook voltijds voor SmackDown zou verschijnen. |
| SmackDown Milestone                          | 14 oktober 2011   | Speciale viering van SmackDown als het op een na langste wekelijkse televisieaflevering. |
| SuperSmackDown LIVE! Christmas Special       | 29 november 2011  | Live-aflevering en Mick Foley was de gastheer. |
| Sin City SmackDown                           | 20 januari 2012   | Een speciale aflevering van SmackDown vanuit Las Vegas. De wedstrijdtypen werden bepaald door middel van een draaiwiel, vergelijkbaar met de "Raw"-roulette. |
| SuperSmackDown LIVE!                         | 21 februari 2012  | Live-aflevering van SmackDown. |
| SuperSmackDown LIVE: Blast from the Past     | 10 april 2012     | Live-aflevering van SmackDown en verschijningen van WWE Hall of Famers en -legendes. |
| SuperSmackDown LIVE: The Great American Bash | 3 juli 2012       | Live-aflevering vanwege de viering van de Onafhankelijkheid van de Verenigde Staten. |
| Friday Night ZackDown                        | 13 juli 2012      | Zack Ryder was voor een avond de General Manager van SmackDown. |
| SuperSmackDown LIVE!                         | 6 november 2012   | Live-aflevering van SmackDown. |
| SuperSmackDown LIVE!                         | 18 december 2012  | Live-aflevering van SmackDown, dat "commercial free" was op de USA Network. |
| Social Media SmackDown                       | 1 maart 2013      | Speciale aflevering van SmackDown, dat gekenmerkt was met reacties van supersterren en de WWE Universe op Tout, Twitter en Facebook. |

### Terugkerende onderdelen
In toevoeging tot worstel matches en achter de schermen fragmenten heeft SmackDown ook een aantal terugkerende onderdelen als deel van zijn programma. De eerste van deze was een nieuwe incarnatie van Rowdy Roddy Pipers befaamde Piper's Pit interview serie. Nadat Piper de WWE verliet kreeg René Duprée een vergelijkbaar onderdeel genoemd Café de René. Sinds 2005 wordt Piper's Pit af en toe bij speciale gelegenheden uitgezonden op zowel SmackDown! als Raw.
In 2005 kwam er ook een nieuw onderdeel. "The Kurt Angle Invitational" bestond uit Kurt Angle die worstelde met professionele worstelaars die zogenaamd uit de stad van de show opname kwamen. De Kurt Angle Invitational werd exclusief voor RAW toen Angle naar die show werd verplaatst van SmackDown!
In 2005 ontstond Carlito's Cabana, een interview onderdeel als Carlito's antwoord voor RAW's Chris Jericho's Highlight Reel. Nadat Carlito naar RAW verplaatste nam hij dit interview onderdeel met zich mee. The Peep Show gepresenteerd door een van de door SmackDown! gekozenen uit de 2005 loterij, Christian, verving dit onderdeel voor een aantal maanden tot Christian het bedrijf verliet.
De WWE Diva Search was in voorgaande jaren exclusief voor RAW maar is nu ook onderdeel van de SmackDown! show.

### Titelsong
Het oorspronkelijke SmackDown! nummer bestond uit een snelle mix van techno en rock gecomponeerd door de muziek componist Jim Johnston. In augustus 2001 werd het nummer vervangen door "The Beautiful People" door Marilyn Manson, wat ook een voormalige thema liedje was voor Raw is War in 1997. Van 2003 tot 2004 gebruikte SmackDown! een door Johnston gecomponeerd rap liedje. Op de vijfde jubileum editie van SmackDown! werd een nieuw instrumentaal nummer door Johnston gebruikt voor die ene aflevering.
SmackDown!'s meest recente theme song was "Rise Up" door Drowning Pool, een remake van Johnston's vijfde jubileum nummer. SmackDown! heeft drie verschillende versies van het nummer gebruikt. De eerste gezongen door de toenmalige zanger Jason 'Gong' Jones stond op het WWE ThemeAddict: The Music, Vol. 6 album en had verschillende bewerkingen tijdens zijn gebruik. Na een aantal maanden werd een andere opname, opnieuw gezongen door Jones, gebruikt. De derde en huidige opname, getiteld "Rise Up 2006" maakte zijn debuut op 24 maart 2006, nu uitgevoerd door de nieuwe zanger Ryan McCombs. "Rise Up 2006" stond als bonus downloadbaar nummer op het WWE Wreckless Intent album. Het huidige SmackDown! theme song is "Are You Ready" van AC/DC.